# Krwawodziób
Krwawodziób, brodziec krwawodzioby (Tringa totanus) – gatunek średniej wielkości ptaka wędrownego z rodziny bekasowatych (Scolopacidae). Nie jest zagrożony wyginięciem.

## Systematyka
Nazwę zgodną z zasadami nazewnictwa binominalnego ustalił w 1758 roku Karol Linneusz w 10. edycji Systema Naturae, którą uważa się za początek nomenklatury zoologicznej. Autor nadał krwawodziobowi nazwę Scolopax Totanus. Jako miejsce typowe wskazał Europę, co później zawężono do Szwecji. W tej samej publikacji opisał też takson Tringa gambetta, obecnie zwykle uznawany za synonim Tringa totanus.
Obecnie krwawodziób zaliczany jest do rodzaju Tringa. Wyróżnia się sześć podgatunków.

## Występowanie
Krwawodziób zamieszkuje w zależności od podgatunku:
- Tringa totanus robusta – Islandia i Wyspy Owcze, być może także Szkocja. Zimuje na Wyspach Brytyjskich i w Europie Zachodniej.
- Tringa totanus totanus – Orkady, Szetlandy, od północnej części Półwyspu Skandynawskiego po Półwysep Iberyjski, północna część Półwyspu Apenińskiego, Tunezja, Bałkany i Azja Mniejsza. Na wschodzie po zachodnią Syberię. Zimuje w basenie Morza Śródziemnego, międzyzwrotnikowej Afryce oraz w Indiach i prawdopodobnie Indonezji. W Polsce gnieździ się nielicznie w całym kraju. Przeloty w marcu–kwietniu i lipcu–październiku.
- Tringa totanus ussuriensis – południowa Syberia, Mongolia oraz północna Mandżuria i Rosyjski Daleki Wschód. Zimuje we wschodniej części basenu Morza Śródziemnego, w Afryce Wschodniej, na Bliskim Wschodzie i dalej na wschód przez Azję Południową po Azję Południowo-Wschodnią.
- Tringa totanus terrignotae – środkowa i południowa Mandżuria. Zimuje w Azji Południowo-Wschodniej i Wschodniej.
- Tringa totanus craggi – północno-zachodnie Chiny. Miejsce zimowania niepewne, prawdopodobnie południowo-wschodnia Azja i/lub wschodnie Chiny.
- Tringa totanus eurhina – Pamir, północne Indie oraz środkowy i południowy Tybet. Zimuje w Indiach i Azji Południowo-Wschodniej.

Tylko populacja brytyjska jest na wpół osiadła, pozostałe są wędrowne.

## Morfologia

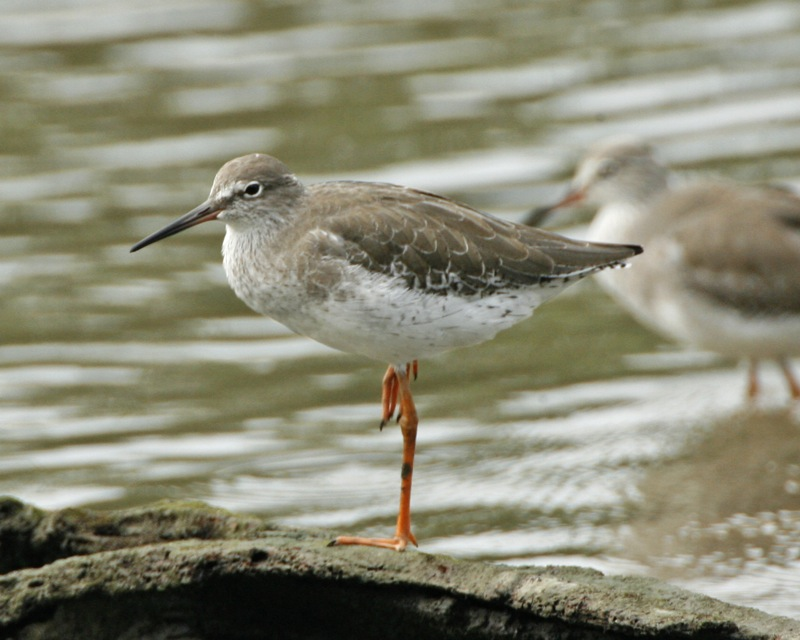
Upierzenie zimowe, Singapur

WyglądBrak wyraźnego dymorfizmu płciowego. W upierzeniu godowym wierzch ciała brązowoszary z ciemnymi i jasnymi cętkami. Wierzch głowy ciemniejszy, brązowoczarny. Cętkowana również szyja i pierś. Brzuch, podogonie, dolna część grzbietu i kuper białe. Ogon biały z poprzecznym, ciemnym prążkowaniem. Długie nogi czerwonopomarańczowe, prosty dziób żywoczerwony, a na końcu czarny. W szacie spoczynkowej wierzch ciała staje się szarawy, od spodu plamy są znacznie mniej kontrastowe. Nogi stają się pomarańczowe. Osobniki młodociane przypominają dorosłe w szacie spoczynkowej, lecz mają żółte nogi i ich upierzenie jest bardziej rudawe z małymi plamkami na brzuchu. Jako jedyny brodziec ma skrzydła z białym pasem na tylnej krawędzi oraz klinem na plecach, które dobrze widać, gdy leci. Za ogon wystają nieznacznie palce łap.
Podobny do krwawodzioba kwokacz ma dziób zakrzywiony lekko ku górze, a latem wydaje się być bardziej jasny, bo białe upierzenie występuje na grzbiecie, kuprze i brzuchu oraz ogon jest mniej prążkowany. Krwawodziób jest wielkości kosa.
Wymiary średniedługość ciała ok. 26–31 cm
rozpiętość skrzydeł ok. 40–65 cm
masa ciała ok. 85–170 g

## Ekologia i zachowanie

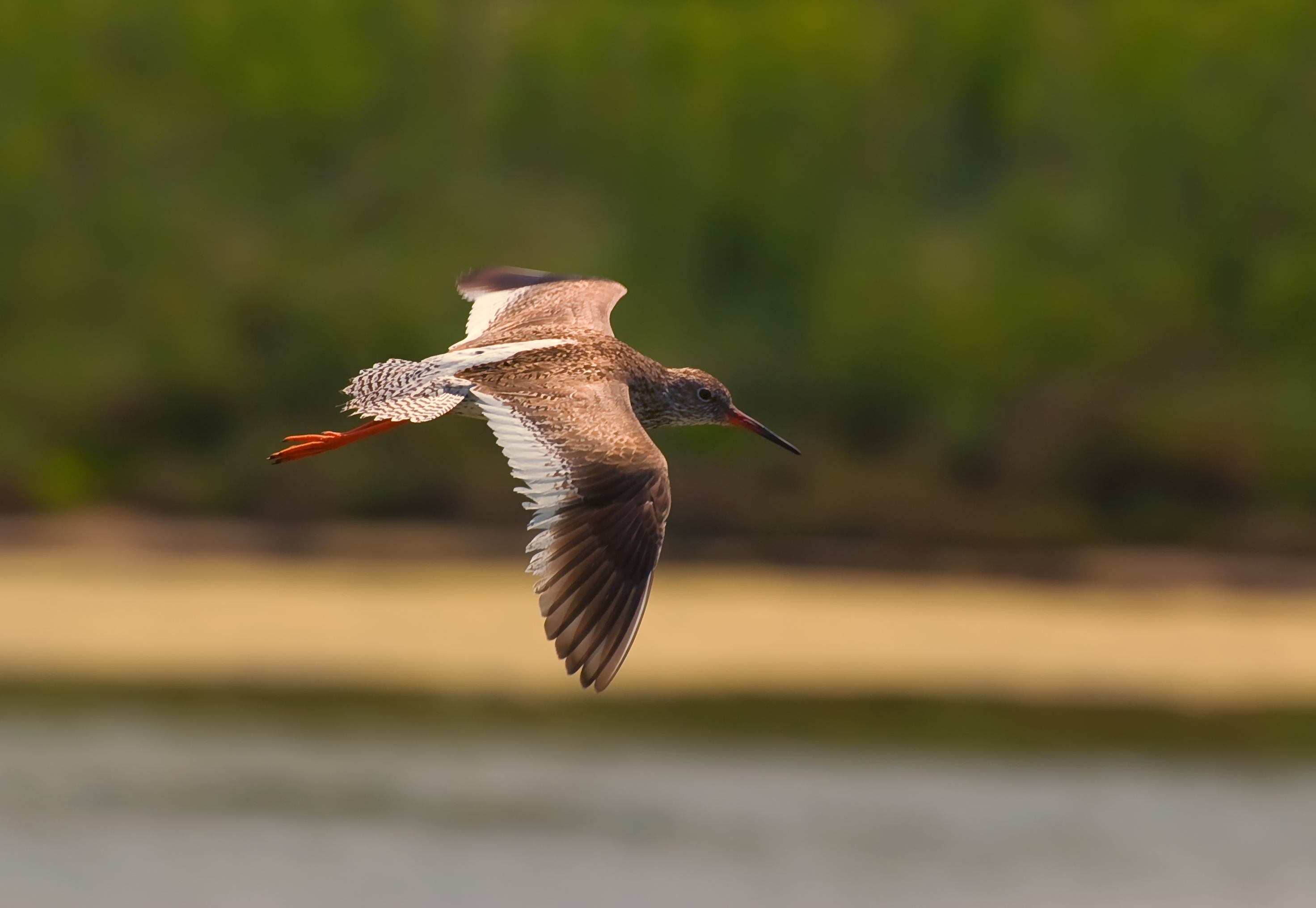
Krwawodziób w locie

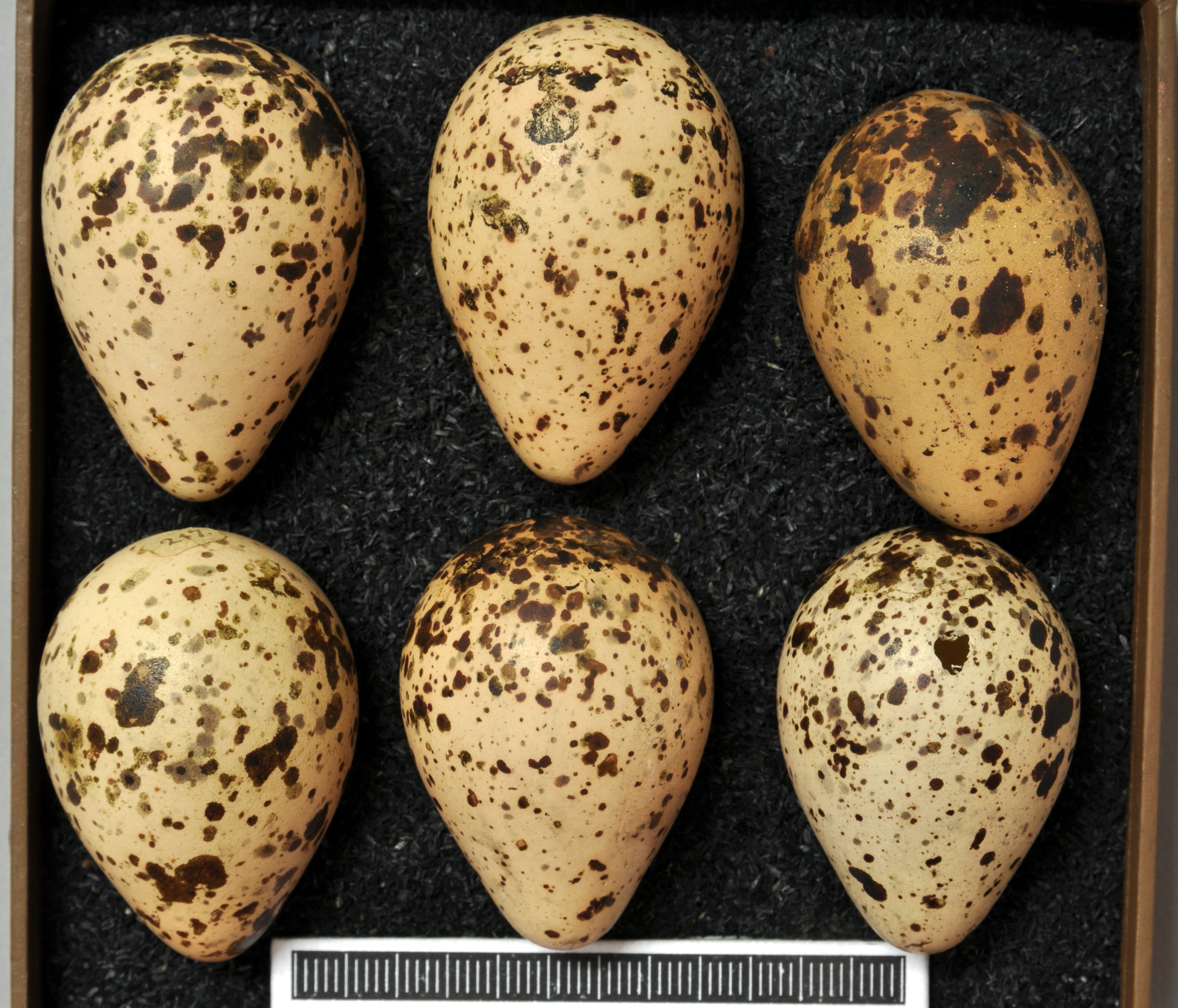
Jaja z kolekcji muzealnej

BiotopBagna i podmokłe łąki.
W Europie Środkowej lęgnie się na wybrzeżach na wilgotnych, nieużywanych łąkach, a w głębi lądu w szuwarach, na torfowiskach, terenach zalewowych, pastwiskach. W czasie przelotów spotyka się go tu na wybrzeżach.
GłosJego dźwięki przypominają granie fletu „dyi di di”, a jego wołanie ostrzegawcze „dyib dyib dyib”.
TokiNa lęgowiska wraca w marcu i kwietniu. Słychać wtedy jego obecność nad łąkami i stawami po melodyjnych głosach. Gdy zaczną się toki, samiec krąży nad lęgowiskiem, bijąc na przemian przykurczonymi skrzydłami i spokojnie szybuje. Na ziemi tańczy małymi kroczkami wokół swej partnerki, rozwijając lub opuszczając skrzydła. Godowy śpiew podobny jest do jodłowania „tuliu tuliu tuliu”. Swoje niewielkie terytoria oznaczają śpiewem, latając nad nimi na zmianę wzlatując i opadając powolnie lotem ślizgowym.
GniazdoNa ziemi, pod osłoną roślinności. To jamka w gruncie wysłana starannie źdźbłami traw i liśćmi, znajdująca się w bardziej suchym miejscu. Może tworzyć niewielkie kolonie. Lęgnie się często przez kilka lat w tym samym miejscu.
JajaW ciągu roku wyprowadza jeden lęg, składając w kwietniu–czerwcu 4 brunatnawe jaja, ciemno kropkowane na grubym końcu.
Okres lęgowyJaja wysiadywane są przez okres 22–25 dni przez obydwoje rodziców, ale samica wysiaduje w nocy. Po wykluciu młodych zachowanie ptaków dorosłych mocno się zmienia – z dotąd ostrożnych stają się krzykliwe i agresywne wobec intruzów, ostrzegając się krzykliwym „tjik”. W dawnej Anglii nadano im przez to przydomek „podwórzowego psa bagiennego” lub „doga”. Pisklęta zdobywają zdolność do lotu w wieku 4 tygodni. Mają szarożółty puch z ciemnymi, kolistymi plamami na bokach piersi i brzuchu. Nogi mają jasnopomarańczowe. Usamodzielniają się po 5–6 tygodniach, kiedy to same zaczynają się włóczyć po brzegach błotnistych jezior i stawów. Do tego momentu pozostają pod opieką rodziców, choć często w końcowym okresie jedynie samca. Zaczynają odloty od sierpnia.
PożywienieBezkręgowce m.in. owady, mięczaki, skorupiaki, pająki, jak też zielone części roślin. Żeruje na nie całymi dniami na wybrzeżach, przeszukując muł w czasie odpływu. Nocą natomiast w zbitych grupach poluje na niewielkie ślimaki, które wyszukuje za pomocą komórek czuciowych na czubku dzioba.

## Status i ochrona
Międzynarodowa Unia Ochrony Przyrody (IUCN) uznaje krwawodzioba za gatunek najmniejszej troski (LC – Least Concern) nieprzerwanie od 1988 roku. Liczebność światowej populacji, według szacunków organizacji Wetlands International z 2015 roku, mieści się w przedziale 1,3–3,1 miliona osobników. Ogólny trend liczebności populacji nie jest znany.
W Polsce objęty ochroną gatunkową ścisłą, wymaga ochrony czynnej. W latach 2013–2018 liczbę par lęgowych na terenie kraju szacowano na 800–1200. Na Czerwonej liście ptaków Polski uznany za gatunek bliski zagrożenia (NT).
Liczebność tego gatunku zmniejsza się przez osuszanie, zaprzestawanie wypasu i wykaszanie łąk na terenach bagiennych.